# Henk Rayer
Henk Rayer (Blerick, 30 oktober 1949 – Venlo, 8 september 2013) was een Nederlands voetballer en voetbaltrainer.

## Spelerscarrière
Hij deed de opleiding Sportinstructeur aan het CIOS in Sittard. Hij speelde doorgaans als voorstopper van 1966 tot 1971 bij SV Blerick in de Eerste klasse en van 1971 tot 1973 bij VVV in de Eerste divisie. Daar debuteerde Rayer op 5 maart 1972 in het eerste elftal in een met 1-0 verloren uitwedstrijd bij Fortuna Vlaardingen. Na twee seizoenen keerde hij weer terug bij SV Blerick. Hij was ook actief als gymnastiekleraar.

### Profstatistieken
| Seizoen         | Club            | Competitie      | Competitie | Competitie | Beker | Beker | Overige | Overige | Totaal | Totaal |
| Seizoen         | Club            | Competitie      | Wed.       | Dlp.       | Wed.  | Dlp.  | Wed.    | Dlp.    | Wed.   | Dlp.   |
| --------------- | --------------- | --------------- | ---------- | ---------- | ----- | ----- | ------- | ------- | ------ | ------ |
| 1971/72         | FC VVV          | Eerste divisie  | 6          | 0          | 0     | 0     | —       | —       | 6      | 0      |
| 1972/73         | FC VVV          | Eerste divisie  | 7          | 0          | 0     | 0     | —       | —       | 7      | 0      |
| Carrière totaal | Carrière totaal | Carrière totaal | 13         | 0          | 0     | 0     | 0       | 0       | 13     | 0      |

## Trainerscarrière
Rayer behaalde zijn trainersdiploma's, waaronder in 1980 dat van coach betaald voetbal, en begon op 25-jarige leeftijd aan een trainersloopbaan bij achtereenvolgens Wilhelmina '08 (1975-1978), SV Blerick (1978-1981), SV Venray (1981-1983), VV Hapert (1984-1986) en VV Geldrop (1986-1990). Rayer was bijzonder succesvol en pakte, met uitzondering van Hapert, bij alle clubs prijzen. Met Wilhelmina promoveerde hij naar de Hoofdklasse, met Blerick en Venray dwong hij promotie naar de eerste klasse af. Met Geldrop werd hij tweemaal kampioen in de Zondag Hoofdklasse C, tweemaal Zondagkampioen en tweemaal algeheel amateurkampioen, in 1987 en 1990.
Tussen 1990 en 1992 was Rayer trainer van eerstedivisionist VVV waarmee hij in het seizoen 1990-1991 via de nacompetitie promoveerde naar de Eredivisie. Het daaropvolgende seizoen degradeerde VVV weer naar de eerste divisie, maar dat werd de Blerickenaar niet kwalijk genomen. Na één overwinning en drie opeenvolgende nederlagen in het seizoen 1992-1993 moest hij na een conflict met manager Wiel Teeuwen het veld ruimen. VVV en Helmond Sport kwamen hierna een opmerkelijke trainersruil overeen, waarbij Rayer naar Helmond vertrok en Frans Körver de omgekeerde weg bewandelde. Na iets meer dan vier maanden werd hij ook bij Helmond Sport ontslagen.
Hier was hij actief bij SV Viktoria Goch in Duitsland (1993-1995), bij amateurclubs SV Panningen (1996-1998), SV Hatert (2001-2002) en RIOS '31 (2003-2005). Laatstelijk was hij werkzaam in Suriname. Daar was hij trainer bij Inter Moengotapoe (2007-2008), waarmee hij SVB Hoofdklasse won, een functie die hij combineerde het het assistent-trainerschap van het Surinaams voetbalelftal.

## Privé
Rayer kampte de laatste jaren met een alcoholverslaving en bezocht tweemaal een kliniek in Schotland. Hij overleed op 63-jarige leeftijd in het VieCuri ziekenhuis in Venlo. Hij kreeg vier kinderen. Zijn zoon Maurice was ook profvoetballer en zijn dochter Simone had lang een relatie met Boudewijn Zenden.